# Бой Кальдера
Бой Кальдера или Сражение у мыса Финистерре (англ. Battle of Cape Finisterre (1805)) — морское сражение периода Французских революционных войн, происходившее 22 июля 1805 года у берегов Галисии, Испания, в котором британский флот под командованием вице-адмирала Роберта Кальдера вступил в бой против объединенного франко-испанского флота под командованием адмирала Вильнева. Сражение закончилось с неопределенным результатом, ни одна из сторон не понесла заметных потерь. Кальдер не смог предотвратить соединение эскадры Вильнева с эскадрой находящейся в Ферроле, и не смог нанести сокрушительного удара, который бы окончательно избавил Великобританию от опасности французского вторжения. За свои действия Кальдер был позже предан военно-полевому суду и получил строгий выговор за свою пассивность и нежелание возобновить сражение 23 и 24 июля. С другой стороны, после битвы Вильнев решил не продолжать свой путь к Бресту, где его флот должен был вместе с другими французскими кораблями очистить Ла-Манш для французского вторжения в Великобританию.

## Стратегическая ситуация
Хрупкий Амьенский мир 1802 года подошел к концу, когда Наполеон захватил итальянскую провинцию Пьемонт и присоединил её к Франции, а Англия отказалась выводить свои войска из Египта и с Мальты. 18 мая 1803 года Англия в очередной раз оказалась в состоянии войны с Францией.
Наполеон планировал прекратить британскую блокаду организовав вторжение в Британию. По состоянию на 1805 год его Английская Армия состояла из 150000 человек, которые расположились лагерем в Булони. Если бы эта армия смогла пересечь Ла-Манш, то победа над плохо обученными и слабо вооруженными британскими войсками вряд ли оказалась бы трудной задачей. План Наполеона состоял в том, что французский флот должен был прорвать британскую блокаду Тулона и Бреста и угрожая напасть на Вест-Индию оттянул туда британский флот, защищавший Западные подходы. Объединенный франко-испанский флот должен был достигнуть Мартиники, а затем двинуться обратно в Европу, в то время как сухопутные войска в Ирландии должны были поднять восстание, разгромить ослабленные британские патрули в Канале, и помочь в транспортировке Английской Армии через пролив Па-де-Кале.

## Перед сражением
Вильнев отплыл из Тулона 29 марта 1805 года с эскадрой из одиннадцати линейных кораблей, шести фрегатов и двух шлюпов. Он смог избежать столкновения с эскадрой адмирала Нельсона и прошел через Гибралтарский пролив 8 апреля. В Кадисе он прорвал британскую блокаду вице-адмирала Орда и соединился с эскадрой из шести испанских линейных кораблей под командованием адмирала Гравины. Объединенный флот отплыл в Вест-Индию, достигнув Мартиники 12 мая. Нельсон попытался догнать их, но его задержали в Средиземном море западные ветра, и он не смог пройти через пролив до 7 мая 1805 года. Британский флот из десяти линейных кораблей достиг Антигуа только 4 июня. Вильневу было приказано оставаться на Мартинике до 22 июня, ожидая флота адмирала Антуана Гантомы из Бреста, который должен был присоединиться к нему (впрочем тот остался в порту не сумев прорвать английскую блокаду и так и не появился). 7 июня Вильнев узнал от захваченного британского торгового судна, что Нельсон прибыл в Антигуа, и 11 июня он решив не ждать Гантома отправился обратно в Европу. Нельсон узнал об уходе союзников 12 июня и он с 11 кораблями вновь пустился в свою неутомимую погоню. Однако Вильнёв взял курс на Ферроль, а Нельсон на Кадис, полагая что противник направляется в Средиземное море.
19 июня бриг Кьюриос, посланный Нельсоном в Англию для уведомления Адмиралтейства о возвращении франко-испанской эскадры, заметил в 900 милях к северо-востоку от Антигуа этот неуловимый флот, который Нельсон тщетно искал на протяжении трех месяцев. По курсу Вильнёва легко можно было угадать, что он не имеет намерения идти в Средиземное море. Капитан Беттсуорт немедленно понял всю важность этой счастливой встречи: вместо того, чтобы вернуться к эскадре Нельсона, которую он мог и не встретить, он продолжал свой путь. Милях в 180 от Финистерре союзная эскадра была встречена противными ветрами; английский же бриг достиг Плимута 9 июля и капитан Беттсуорт сообщил новости лорду Адмиралтейства. Тот тотчас же предписал Корнуоллису, снять блокаду под Рошфором, послав пять своих кораблей к сэру Роберту Кальдеру, наблюдавшему тогда за Ферролем с десятью кораблями. Кальдеру же после увеличения таким образом его эскадры до пятнадцати кораблей было предписано крейсировать в расстоянии ста миль к западу от Финистерре для встречи Вильнева и предупреждения соединения его с Феррольской эскадрой. 15 июля на параллели Ферроля к 10 кораблям вице-адмирала Кальдера присоединились 5 кораблей контр-адмирала Стерлинга, между тем как Вильнёв, все ещё удерживаемый северо-восточными ветрами, достиг района Финистерре только 22 июля.

## Силы сторон
- У Кальдера было пятнадцать линейных кораблей (Prince of Wales, Glory, Barfleur, Windsor Castle, Malta, Thunderer, Hero, Repulse, Defiance, Ajax, Warrior, Dragon, Triumph, Agamemnon и Raisonnable), два фрегата (Egyptienne и Sirius), люгер и куттер.

| Флот           | Корабль, пушек                                                                    | Потери | Потери |
| Флот           | Корабль, пушек                                                                    | Убито  | Ранено |
| -------------- | --------------------------------------------------------------------------------- | ------ | ------ |
| Великобритания | Hero (74), капитан Алан Хайд Гарднер                                              | 1      | 4      |
| Великобритания | Ajax (74), капитан Уильям Браун                                                   | 2      | 16     |
| Великобритания | Triumph (74), капитан Генри Инман                                                 | 5      | 6      |
| Великобритания | Barfleur (98), капитан Джордж Мартин                                              | 3      | 7      |
| Великобритания | Agamemnon (74), капитан Джон Харви                                                | 0      | 3      |
| Великобритания | Windsor Castle (98), капитан Бойлес                                               | 10     | 35     |
| Великобритания | Defiance (74), капитан Филипп Дарем                                               | 1      | 7      |
| Великобритания | Prince of Wales (98), флагман Кальдера, капитан Камминг                           | 3      | 20     |
| Великобритания | Repulse (74), капитан Артур Кей Легг                                              | 0      | 4      |
| Великобритания | Raisonnable (64), капитан Йозиас Роули                                            | 1      | 1      |
| Великобритания | Dragon (74), капитан Эдвард Гриффит                                               | 0      | 4      |
| Великобритания | Glory (98), флагман контр-адмирала сэра Чарльза Стерлинга, капитан Сэмюэль Уоррен | 1      | 1      |
| Великобритания | Warrior (74), капитан Самуэль Худ                                                 | 0      | 0      |
| Великобритания | Thunderer (74), капитан Уильям Лечмер                                             | 7      | 11     |
| Великобритания | Malta (80), капитан Эдвард Буллер                                                 | 5      | 40     |
| Великобритания | Egyptienne (40), капитан Чарльз Флиминг                                           | 0      | 0      |
| Великобритания | Sirius (36), капитан Уильям Проуз                                                 | 0      | 0      |
| Великобритания | Nile (люггер), лейтенант Джон Феннел                                              | 0      | 0      |
| Великобритания | Frisk (куттер), лейтенант Джеймс Николсон                                         | 0      | 0      |

- У Вильнева было двадцать линейных кораблей (шесть испанских: Argonauta, Terrible, America, España, San Rafael, Firme; четырнадцать французских: Pluton, Mont Blanc, Atlas, Berwick, Neptune, Bucentaure, Formidable, Intrépide, Scipion, Swiftsure, Indomptable, Aigle, Achille и Algésiras) семь фрегатов и два шлюпа.

| Флот    | Корабль, пушек                                                                   | Потери | Потери |
| Флот    | Корабль, пушек                                                                   | Убито  | Ранено |
| ------- | -------------------------------------------------------------------------------- | ------ | ------ |
| Испания | Argonauta (80), флагман адмирала Федерико Гравины, капитан Рафаэль-де-Хор        | 6      | 5      |
| Испания | Terrible (74), капитан Франциско Васкес де Мондрагон                             | 1      | 7      |
| Испания | América (64), капитан Хуан Даррак                                                | 5      | 13     |
| Испания | España (64), капитан Бернардо Муньос                                             | 5      | 23     |
| Испания | San Rafael (80), капитан Франсиско де Монтес (захвачен)                          | 41     | 97     |
| Испания | Firme (74), капитан Рафаэль де Вильявисенсио (захвачен)                          | 35     | 60     |
| Франция | Mont-Blanc (74), капитан Гийом де Лявильгрис                                     | 5      | 16     |
| Франция | Pluton (74), капитан Жюльен Космао                                               | 14     | 24     |
| Франция | Atlas (74), капитан Ролланд                                                      | 15     | 52     |
| Франция | Berwick (74), капитан Жан-Жиль де Кама                                           | 3      | 11     |
| Франция | Neptune (80), капитан Транкиль Местраль                                          | 3      | 9      |
| Франция | Bucentaure (80), флагман адмирала Вильнева, капитан Жан-Жак Мажанди              | 5      | 5      |
| Франция | Formidable (80), флагман контр-адмирала Дюмануара, капитан Жан-Мари Летелье      | 6      | 8      |
| Франция | Intrépide (74), капитан Луи Энферне                                              | 7      | 9      |
| Франция | Intrépide (74), капитан Шарль Берранже                                           | 0      | 0      |
| Франция | Swiftsure (74), капитан Шарль де Вильмадрен                                      | 0      | 0      |
| Франция | Indomptable (80), капитан Жан Жозеф Юбер                                         | 1      | 1      |
| Франция | Aigle (74), капитан Пьер-Полен Гурреж                                            | 6      | 0      |
| Франция | Achille (74), капитан Луи-Габриэль Деньепор                                      | 0      | 0      |
| Франция | Algesiras (74), флагман контр-адмирала Рене Магона, капитан Габриэль Огюст Бруар | 0      | 0      |
| Франция | Cornélie (44)                                                                    | 0      | 0      |
| Франция | Rhin (44), капитан Мишель-Жан-Андре Шено                                         | 0      | 0      |
| Франция | Didon (40), капитан Пьер-Бернар Милиус                                           | 0      | 0      |
| Франция | Hortense (40), капитан Луи Шарль Огюст Деламар                                   | 0      | 0      |
| Франция | Hermione (40), капитан Жан-Мишель Маэ                                            | 0      | 0      |
| Франция | Sirène (40)                                                                      | 0      | 0      |
| Франция | Thémis (40)                                                                      | 0      | 0      |

## Ход сражения

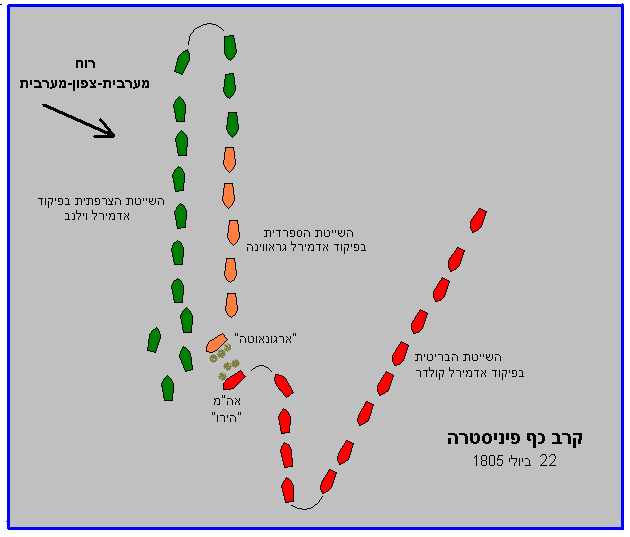
Сражение у мыса Финистерре 22 июля 1805 года

Противники увидели друг друга около 11:00 22 июля. Сражение началось около 17:15, после нескольких часов маневрирования, когда британский флот, с 74-пушечным Hero (капитан Алан Хайд Гарднер) в авангарде, атаковал франко-испанскую линию. Из-за плохой видимости строй вскоре был сломан и дальше битва происходила в условиях ближнего боя.
В густом тумане некоторые из судов обоих флотов были вынуждены сражаться с несколькими противниками сразу. Основное действие развернулось между британскими кораблями Windsor Castle, Ajax, Prince of Wales, Thunderer и Malta (которому пришлось особенно тяжело) с одной стороны, и San Rafael, Firme и España с другой. Видя тяжелое положение Firme, Pluton пришел к нему на помощь и на некоторое время прикрыл испанское судно от разрушительного огня противника, но обстрел был настолько сильным, что Pluton сам с трудом смог отойти на прежнюю позицию. Критическое положение España вынудило капитана Жюльена Космао во второй раз прикрыть собой своих испанских союзников от огня англичан. На этот раз, благодаря помощи Mont-Blanc и Atlas, Pluton удалось спасти España. При этом Atlas пострадал наиболее сильно, и если бы не помощь других кораблей, он, скорее всего, был бы захвачен англичанами.
Примерно в 8 часов вечера Firme, потеряв грот и бизань-мачты, а впоследствии и фок-мачту был вынужден спустить флаг. Через несколько минут San Rafael, лишившись главной стеньги, а впоследствии и всех мачт, вынужден был сдаться призовой партии с Malta. Кальдер поднял сигнал выйти из боя в 20:25, с намерением продолжить битву на следующий день. В наступающих сумерках и условиях всеобщей неразберихи некоторые корабли продолжали вести огонь ещё в течение часа.
Рассвет 23 июля застал два флота на расстоянии 27 км друг от друга. Кальдер не хотел вновь атаковать превосходящие силы противника, вместо этого он направил усилия на защиту поврежденных Windsor Castle, Malta и захваченных испанских призов. Кроме того он опасался, что ранее блокированные флоты в Рошфоре и Ферроле могут выйти в море и впоследствии соединиться с объединенным флотом Вильнева. В таком случае Кальдер мог потерять весь свой флот, и чтобы избежать такого развития событий он отказался атаковать и направился со своими призами на северо-восток.
Вильнев утверждал, что сначала он намеревался атаковать противника, но в условиях очень слабого ветра потребовался бы весь день, чтобы подойти к англичанам, и он решил не рисковать вступать в бой в наступающих сумерках. 24 июля изменение ветра поставило франко-испанский флот с наветренной стороны англичан — идеальное положение для атаки, но вместо этого Вильнев отвернул к югу. Когда он прибыл в Ла-Корунья 1 августа он получил приказ от Наполеона немедленно проследовать к Бресту и Булони, но, возможно из-за ложного сообщения о появлении британского флота в Бискайском заливе, он вернулся в Кадис, достигнув этого порта 21 августа.

## Результаты
Бой закончился с неопределенным результатом, оба адмирала, и Вильнев и Кальдер, заявили о своей победе. Британские потери составили 39 солдат и офицеров убитыми и 159 ранеными; потери союзников составили 476 солдат и офицеров убитыми и ранеными и ещё 1200 пленными.
Кальдер был отстранен от командования и предан военно-полевому суду. Разбирательство дела состоялось в декабре 1805 года, и адмирал, хотя и вполне освобожденный от обвинения в трусости или нерадивости, тем не менее был признан не сделавшим всего, что от него зависело для возобновления сражения и для взятия или уничтожения какого-то количества неприятельских судов. Его поведение было признано достойным чрезвычайного осуждения, и он был приговорен к строгому выговору. Он никогда больше не служил в море.
Вильнёву не удалось добраться до Бреста, вместо этого он, вынужденный считаться с ветром, вошел в Виго 28 июля для ремонта. 31-го числа, оставив три из наиболее пострадавших своих судов в Виго, он отплыл в Ферроль с пятнадцатью кораблями, из которых только два были испанскими. Там адмирал получил депеши, воспрещавшие ему становиться на якорь в Ферроле. Если вследствие повреждений, полученных в сражении, или аварий от каких бы то ни было причин он не будет в состоянии войти в Канал, как ему предписывалось, то император предпочитал, чтобы он, соединившись с Феррольской и Рошфорской эскадрами, шел в Кадис. Вследствие запрещения войти в Ферроль, Вильнёв отвел свою эскадру в смежную с ней гавань Ла-Корунья, где и стал на якорь 1 августа. Таким образом совершилось соединение союзных сил, воспрепятствование которому было возложено на Кальдера.
Отплытие Вильнёва в Кадис разрушило все надежды Наполеона на организацию вторжения и высадку десанта в Англии. Вместо этого его Английская Армия, переименованная теперь в Великую Армию, оставила Булонь 27 августа, чтобы противостоять угрозе со стороны Австрии и России. Через несколько недель после боя он писал:
Гравина просто гений во всём, что касается боя. Если бы Вильнев имел те же качества, битва при Финистерре окончилась бы полной победой.
Вильнев и объединенный флот оставались в гавани Кадиса до тех пор, пока они не вышли из него чтобы потерпеть сокрушительное поражение в битве при Трафальгаре 21 октября.